# 塔馬拉梅克
塔馬拉梅克（西班牙語：Tamalameque）是哥倫比亞的城鎮，位於該國東北部，由塞薩爾省負責管轄，距離首府巴耶杜帕爾224公里，始建於1544年9月29日，面積511平方公里，海拔高度28米，2005年人口13,636。

## 外部連結
- （西班牙文） Tamalameque official website （页面存档备份，存于）
- （西班牙文） Gobernacion del Cesar, Tamalameque
- （西班牙文） Tamalameque: Historia y Leyenda[永久]

8°50′N 73°35′W / 8.833°N 73.583°W